# Nicolás Stefanelli
Nicolás Marcelo Stefanelli, född 22 november 1994 i Quilmes, är en argentinsk fotbollsspelare som spelar för MOL Fehérvár FC i Ungerska ligan Nemzeti Bajnokság I.

## Karriär
Stefanelli var under 2014 och 2015 utlånad till Villa Dálmine, där han spelade sammanlagt 27 matcher och gjorde fem mål i Primera B Metropolitana (argentinska tredjedivisionen) och Primera B Nacional (argentinska andradivisionen). Stefanelli spelade 15 matcher och gjorde fyra mål för Defensa y Justicia i Primera División de Argentina 2016. Säsongen 2016/2017 gjorde han sju mål på 19 matcher för klubben.
Den 30 juni 2017 värvades Stefanelli av AIK, där han skrev på ett 3,5-årskontrakt. Den 16 juli 2017 gjorde Stefanelli allsvensk debut i en 1–0-vinst över IFK Norrköping. Den 1 oktober 2017 gjorde Stefanelli ett hattrick i en 5–2-vinst över IF Elfsborg.
Den 18 januari 2019 lånades Stefanelli ut till cypriotiska Anorthosis Famagusta på ett låneavtal över vårsäsongen 2019. I augusti 2019 lånades Stefanelli ut till Unión La Calera. Den 23 januari 2020 värvades Stefanelli av Unión La Calera. Den 26 februari 2021 bekräftade AIK att man värvade tillbaka Stefanelli.

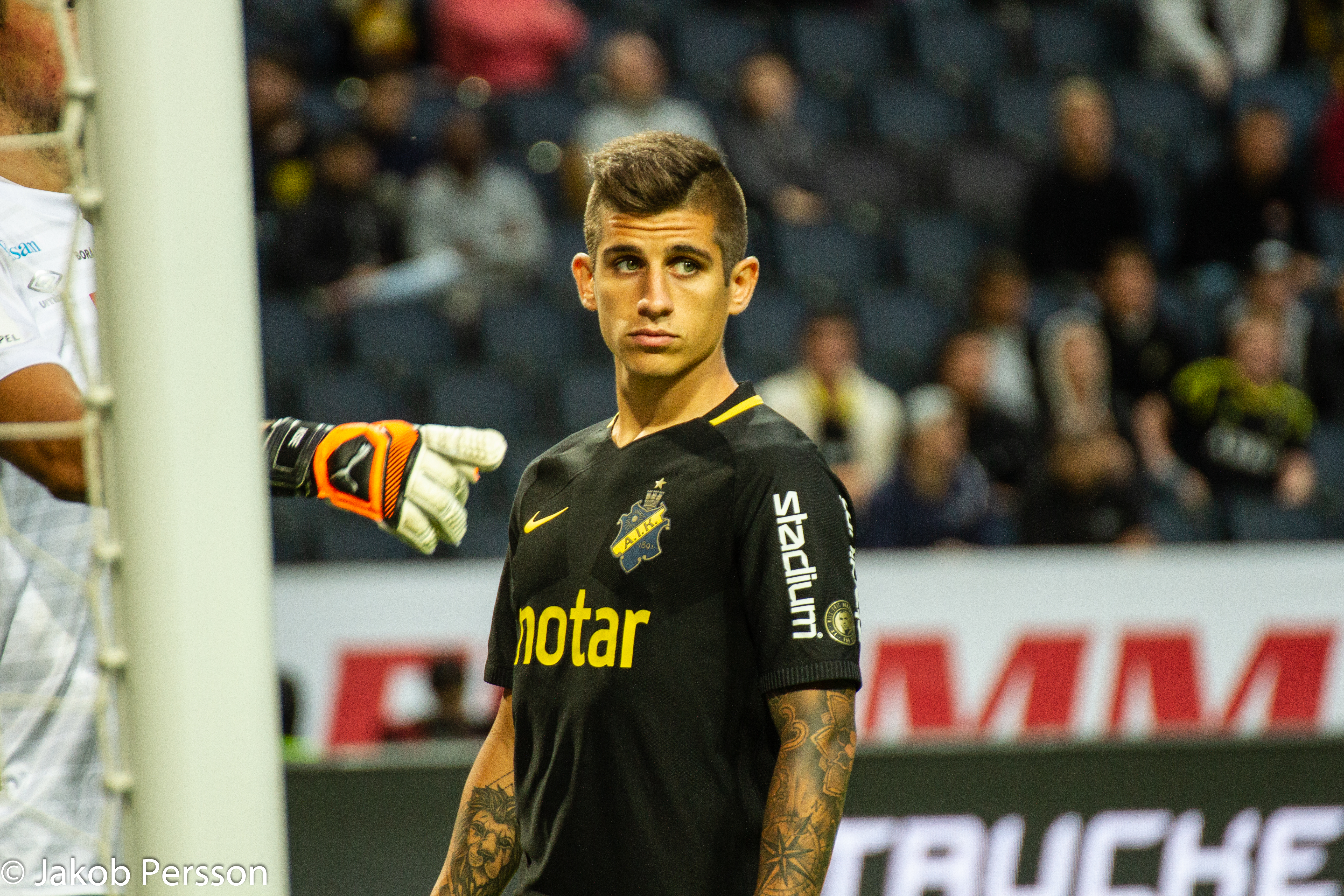
Stefanelli 2018.